# John Francis Wade
John Francis Wade (1711 – Douai, 16 agosto 1786) è stato un compositore e musicista britannico, da alcuni riconosciuto come l'autore del testo latino e della musica del celeberrimo canto natalizio Adeste fideles (noto anche in lingua inglese come O Come All Ye Faithful).
Non si sa se Wade nacque in Gran Bretagna o presso Douai, nella regione francese di Calais; egli si rifugiò in Francia dopo che la seconda ribellione giacobita fu annientata. Essendo un fedele cattolico, egli visse in Francia con gli altri cattolici inglesi esuli per il resto della sua vita. Nel corso del suo lungo soggiorno francese, Wade insegnò musica al Collegio inglese di Douai e lavorò alla musica di chiesa per uso privato. Incluse l'Adeste fideles, di cui è riconosciuto l'autore, nella sua pubblicazione Cantus diversi del 1751. Fu amico anche di altri compositori cattolici, come Thomas Arne e Samuel Webbe.